# Conseil municipal de Glasgow
Le Conseil municipal de Glasgow, l'administration locale de la ville de Glasgow, en Écosse, est devenu l'un des premiers échelons local d'Écosse en 1996, depuis le Local Government etc. (Scotland) Act de 1994. Les frontières de la ville de Glasgow diffèrent de celles du district de la ville de Glasgow de la région de Strathclyde : des parties de Cambuslang, de Halfway et de Rutherglen et Fernhill ne sont plus représentées par le conseil municipal de Glasgow mais par le nouveau conseil de South Lanarkshire.
Le district a été créé en 1975 sous le Local Government etc. (Scotland) Act de 1973, celui-ci comprenant : l'ancien comté  de la ville de Glasgow et un certain nombre de parties précédemment dans le comté de Lanark: Cambuslang (Centrale et du Nord, et du Sud en dehors de East Kilbride), Rutherglen (y compris le bourg de Rutherglen), une partie de Carmunnock (en dehors de East Kilbride) et Baillieston, Carmyle, Garrowhill, Mount Vernon et Springboig,,.

## L'histoire
La ville la plus ancienne a été dirigée par l'ancien " Glasgow Town Council". En 1895, le Conseil municipal est devenu "la Corporation de La Ville de Glasgow". Elle a conservé ce titre jusqu'à ce que la réorganisation locale en 1975, lorsqu'elle est devenue "le district de la Ville de Glasgow". En 1996, à la suite de la dissolution du Conseil Régional de Strathclyde et du conseil du district de Glasgow, leurs responsabilités ont été transférées à la nouvelle autorité locale, le Conseil municipal de Glasgow.
Le titre de Lord Provost de Glasgow, utilisé aujourd'hui pour le chef civil du conseil de la ville, datant du XVe siècle.
Au cours de la Première Guerre mondiale, le conseil a été le premier dans le Royaume-Uni à nommer un peintre de guerre officiel, Frédéric Farrell.
Société de Transport de Glasgow a été sous le contrôle de la Corporation de Glasgow, et a dirigé les bus locaux et le Glasgow Trams, jusqu'à ce qu'il soit remplacé par le Greater Glasgow Passenger Executive Transport le 1er juin 1973.
Au cours de la période des deux gouvernement locaux (Local government (Scotland) Act de 1973), de 1975 à 1996, le Conseil du District est responsable de la collecte des déchets, des musées, des bibliothèques et des maisons, alors que le conseil régional de Strathclyde, est responsable pour les services de police, services d'incendie, de l'eau, d'éducation, du travail social et du transport.
Le conseil municipal créé en 1996 (Local Government etc. (Scotland) Act de 1994), a pris les pouvoirs et les responsabilités avant divisé entre les conseils du district de la Ville de Glasgow et de la région de Strathclyde.
La zone dirigée par le conseil a comme limite les villes de East Dunbartonshire, East Renfrewshire, North Lanarkshire, Renfrewshire, South Lanarkshire et West Dunbartonshire.

## La structure du conseil
Le conseil est selon l'usage dirigé par le maire de Glasgow (nom officiel : Lord Provost de Glasgow), qui est élu à convoquer le conseil et d'effectuer des tâches en tant que chef du conseil et Lord Lieutenant (représentant de Sa Majesté). Le titulaire actuel est Eva Bolander.
L’exécutif du conseil est dirigé par un Chef du Conseil, qui est le chef de la plus grande formation politique, actuellement, le Parti National Écossais. Le comité exécutif est généralement constitué de 19 membres à travers tous les partis élus proportionnellement, cependant cela aurait donné le SNP, une majorité de 10 sièges en dépit d'avoir gagné la majorité absolue (38 sur 85). Les Verts ont proposé un amendement visant à ajouter un siège supplémentaire pour chaque parti, ce qui a fait du SNP le plus grand parti minoritaire. Il a été adopté, et donc sa composition de 23 sièges est actuellement la suivante:
| Affiliation | Affiliation                                       | Les conseillers |
|             | Scottish National Party (Parti National écossais) | 11              |
|             | Scottish Labour (Travaillistes)                   | 8               |
|             | Scottish Conservative (Conservateurs)             | 2               |
|             | Scottish Green (Les Verts)                        | 2               |

### L'histoire des dirigeants et des administrations
| Contrôle                            | Contrôle        | Ans          | Leader                                | Leader                                    |
| ----------------------------------- | --------------- | ------------ | ------------------------------------- | ----------------------------------------- |
|                                     | Pas de majorité | 1934-1945    |                                       | Entre 1933 Et 1934: George Smith (Labour) |
| 1934-1938: Patrick Dollan (Labour)  | Pas de majorité | 1934-1945    |                                       |                                           |
| 1938-1941: Hector McNeill (Labour)  | Pas de majorité | 1934-1945    |                                       |                                           |
| 1941-1948: George Smith (Labour)    | Pas de majorité | 1934-1945    |                                       |                                           |
|                                     | Travailliste    | 1945-1949    |                                       |                                           |
| 1948-1949: Andrew Hood (Labour)     | Travailliste    | 1945-1949    |                                       |                                           |
|                                     | Pas de majorité | 1949-1950    |                                       | 1949-1952: John Donald Kelly (Progressif) |
|                                     | Progressives    | 1950-1952    |                                       | 1949-1952: John Donald Kelly (Progressif) |
|                                     | Labour          | 1952-1968    |                                       | 1952-1955: Andrew Hood (Labour)           |
| 1955-1957: Jean Roberts (Labour)    | Labour          | 1952-1968    |                                       |                                           |
| 1957-1958: Myer Galpern (Labour)    | Labour          | 1952-1968    |                                       |                                           |
| 1958-1963: Peter Meldrum (Labour)   | Labour          | 1952-1968    |                                       |                                           |
| 1963-1968: William Taylor (Labour)  | Labour          | 1952-1968    |                                       |                                           |
|                                     | Pas de majorité | 1968-1969    |                                       | 1968-1969: John Douglas Glen (Progressif) |
|                                     | Progressives    | 1969-1970    | 1969-1970: Peter Gemmill (Progressif) |                                           |
|                                     | Pas de majorité | 1970-1971    | 1969-1970: Peter Gemmill (Progressif) |                                           |
|                                     | Labour          | 1971-1977    |                                       | 1971-1972: John Mains (Labour)            |
| 1972-1973: Richard Dynes (Labour)   | Labour          | 1971-1977    |                                       |                                           |
| 1973-1974: Geoff Shaw (Labour)      | Labour          | 1971-1977    |                                       |                                           |
| 1974-1977: Richard Dynes (Labour)   | Labour          | 1971-1977    |                                       |                                           |
|                                     | Pas de majorité | 1977-1980    |                                       | 1977-1979: John Young (Conservateur)      |
|                                     | Pas de majorité | 1977-1980    | 1979-1986: Jean McFadden (Labour)     |                                           |
|                                     | Labour          | 1980-2017    |                                       |                                           |
| 1986-1992: Pat Lally (Labour)       | Labour          | 1980-2017    |                                       |                                           |
| 1992-1994: Jean McFadden (Labour)   | Labour          | 1980-2017    |                                       |                                           |
| 1994-1996: Pat Lally (Labour)       | Labour          | 1980-2017    |                                       |                                           |
| 1996-1997: Bob Gould (Labour)       | Labour          | 1980-2017    |                                       |                                           |
| 1997-1999: Frank McAveety (Labour)  | Labour          | 1980-2017    |                                       |                                           |
| 1999-2005: Charlie Gordon (Labour)  | Labour          | 1980-2017    |                                       |                                           |
| 2005-2010: Steven Purcell (Labour)  | Labour          | 1980-2017    |                                       |                                           |
| 2010-2015: Gordon Matheson (Labour) | Labour          | 1980-2017    |                                       |                                           |
| 2015-2017: Frank McAveety (Labour)  | Labour          | 1980-2017    |                                       |                                           |
|                                     | Pas de majorité | 2017–présent |                                       | 2017: Susan Aitken (SNP)                  |

### Élections
Le conseil est composé de 85 conseillers élus pour un mandat de cinq ans à partir de 23 Ward (circonscriptions). Ces Wards ont été introduits pour l'élection de 2017, en remplacement de ceux mis en place en 2007, et chacun élit trois ou quatre membres par le vote unique transférable. Ce système a été introduit par la Gouvernance Locale (Scotland) Act de 2004, comme un moyen de s'assurer raisonnablement la représentation du scrutin proportionnel plurinominal.
L'élection précédente du conseil a eu lieu le jeudi 4 mai 2017. Le Parti National Écossais est devenu le plus grand parti (39), mais n'a pas obtenu la majorité absolue ; le Labour a élu moins de conseillers (31) et a perdu le contrôle global, avec un nombre accru pour les Conservateurs (8) et les Verts (7).

#### L'organisation actuelle des Wards

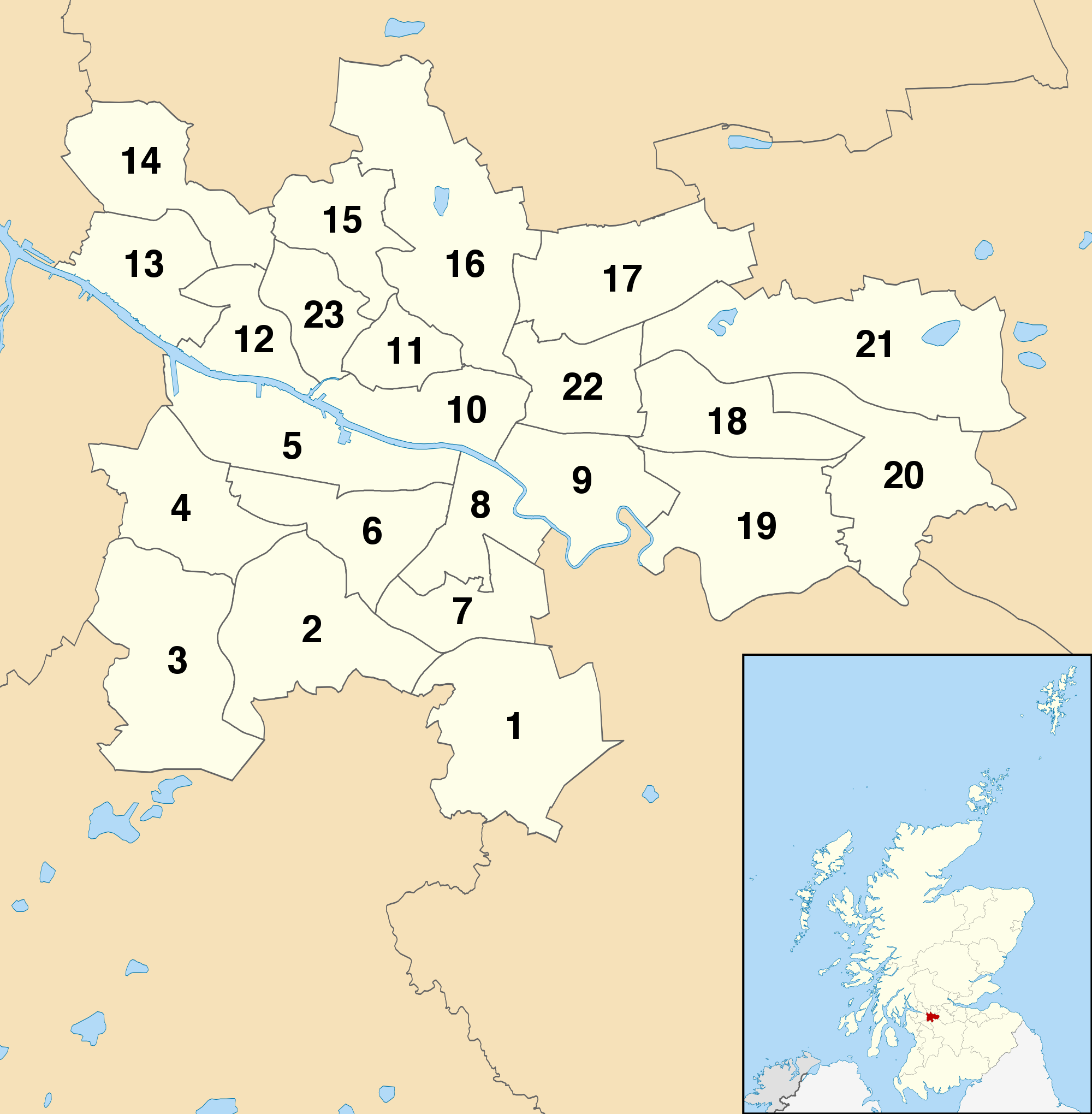
Courant multi-membre des pupilles de par le nombre

Une nouvelle organisation des Wards a été introduite pour l'élection du conseil de 2017 :
| Ward                         | Nombre de conseillers | La Population (2015) |
| ---------------------------- | --------------------- | -------------------- |
| 1. Linn                      | 4 membres             | 29,575               |
| 2. Newlands/Auldburn         | 3 membres             | 23,144               |
| 3. Greater Pollok            | 4 membres             | 30,729               |
| 4. Cardonald                 | 4 membres             | 29,639               |
| 5. Govan                     | 4 membres             | 26,769               |
| 6. Pollokshields             | 4 membres             | 27,983               |
| 7. Langside                  | 4 membres             | 29,060               |
| 8. Southside Central         | 4 membres             | 25,266               |
| 9. Calton                    | 4 membres             | 27,460               |
| 10. Anderston/City/Yorkhill  | 4 membres             | 30,184               |
| 11. Hilhead                  | 3 membres             | 25,411               |
| 12. Victoria Park            | 3 membres             | 20,950               |
| 13. Garscadden/Scotstounhill | 4 membres             | 30,565               |
| 14. Drumchapel/Anniesland    | 4 membres             | 29,432               |
| 15. Maryhill                 | 3 membres             | 22,244               |
| 16. Canal                    | 4 membres             | De 25 000            |
| 17. Springburn/Robroyston    | 4 membres             | 27,237               |
| 18. East Centre              | 4 membres             | 27,991               |
| 19. Shettleston              | 4 membres             | 25,806               |
| 20. Baillieston              | 3 membres             | Soit 21 663          |
| 21. Nord-Est                 | 3 membres             | 20,457               |
| 22. Dennistoun               | 3 membres             | 20,861               |
| 23. Partick-East/Kelvindale  | 4 membres             | 28,914               |

#### Précédente organisation des Wards
La précédent organisation des Wards a été introduit pour la l'élection du conseil de 2007:
| Ward                         | Nombre de conseillers | Représentation (2012)      |
| ---------------------------- | --------------------- | -------------------------- |
| 1. Linn                      | 4 membres             | 2 Labour; 1 SNP; 1 Lib Dem |
| 2. Newlands/Auldburn         | 3 membres             | 2 Labour; 1 SNP            |
| 3. Greater Pollok            | 4 membres             | 2 Labour; 2 SNP            |
| 4. Craigton                  | 4 membres             | 2 Labour; 2 SNP            |
| 5. Govan                     | 4 membres             | 3 Labour; 1 SNP            |
| 6. Pollokshields             | 3 membres             | 1 Labour; 1 Con; 1 SNP     |
| 7. Langside                  | 3 membres             | 2 SNP; 1 Labour            |
| 8. Southside Central         | 4 membres             | 2 Labour; 2 SNP            |
| 9. Calton                    | 3 membres             | 2 Labour; 1 SNP            |
| 10. Anderston/City           | 4 membres             | 2 SNP; 1 Labour; 1 Vert    |
| 11. Hilhead                  | 4 membres             | 2 Labour; 1 SNP; 1 Vert    |
| 12. Partick West             | 4 membres             | 2 SNP; 1 Vert, 1 Ind       |
| 13. Garscadden/Scotstounhill | 4 membres             | 2 Labour; 2 SNP            |
| 14. Drumchapel/Anniesland    | 4 membres             | 3 Labour; 1 SNP            |
| 15. Maryhill/Kelvin          | 4 membres             | 2 Labour; 2 SNP            |
| 16. Canal                    | 4 membres             | 2 Labour; 1 Ind; 1 Vert    |
| 17. Springburn               | 3 membres             | 2 Labour 1 SNP             |
| 18. East Centre              | 4 membres             | 2 Labour; 2 SNP            |
| 19. Shettleston              | 4 membres             | 3 Labour; 1 SNP            |
| 20. Baillieston              | 4 membres             | 2 Labour; 2 SNP            |
| 21. Nord-Est                 | 4 membres             | 3 Labour; 1 SNP            |

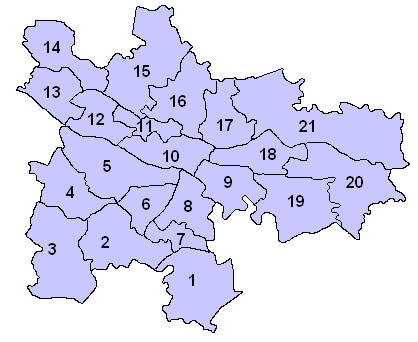
Wards avant 2017 par nombre

Avant l'élection de 2007, il y avait 79 conseillers élus à partir de 79 wards par le scrutin uninominal à un tour (first past the post). Le résultat de ce système en 2003 était de 69 sur 79 conseillers représentant le Labour, bien que ce parti a gagné seulement environ la moitié des suffrages exprimés à l'élection du conseil, et le Parti national écossais représentée que par quatre conseillers, en dépit d'avoir gagner environ 20% des votes. Il y avait aussi trois conseillers Libéral-Démocrate, un Conservateur, et un conseiller Parti socialiste écossais.
Le résultat de l'élection du conseil municipal de Glasgow de 1999 a été encore plus contesté en termes de sièges et de système de vote, le Labour gagnant 74 sièges (94% des sièges) en ayant 49% des voix, et le SNP gagnant 2 sièges en ayant 29% des voix.

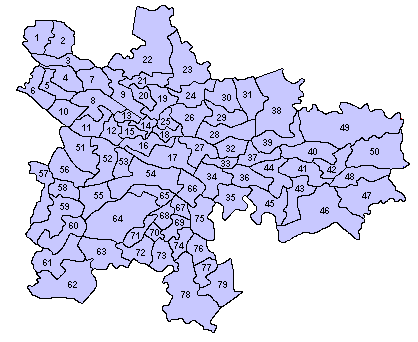
Wards avant 2007

1. Drumry
2. Summerhill
3. Blairdardie
4. Knightswood Parc
5. Knightswood Sud
6. Yoker
7. Anniesland
8. Jordanhill
9. Kelvindale
10. Scotstoun
11. Victoria Park
12. Hayburn
13. Hyndland
14. Hilhead
15. Partick
16. Kelvingrove
17. Anderston
18. Woodlands
19. Nord Kelvin
20. Wyndford
21. Maryhill
22. Summerston
23. Milton
24. Ashfield
25. Firhill
26. Keppochhill
27. Merchant City
28. Royston
29. Cowlairs
30. Springburn
31. Wallacewell
32. Milnbank
33. Dennistoun
34. Calton
35. Bridgeton/ Dalmarnock
36. Parkhead
37. Carntyne
38. Robroyston
39. Gartcraig
40. Queenslie
41. Greenfield
42. Barlanark
43. Shettleston
44. Tollcross Parc
45. Braidfauld
46. Mount Vernon
47. Baillieston
48. Garrowhill
49. Garthamlock
50. Easterhouse
51. Drumoyne
52. Govan
53. Ibrox
54. Kingston
55. Mosspark
56. North Cardonald
57. Penilee
58. Cardonald
59. Pollok
60. Crookston
61. Nitshill
62. Darnley
63. Carnwadric
64. Maxwell Park
65. Pollokshields East
66. Hutchesontown
67. Govanhill
68. Strathbungo
69. Battlefield
70. Langside
71. Pollokshaws
72. Newlands
73. Cathcart
74. Mount Florida
75. Toryglen
76. Kings Park
77. Castlemilk
78. Carmunnock
79. Glenwood